# Депортес Иберия
Депортес Иберия (на испански: Deportes Iberia), е чилийски професионален футболен отбор от Лос Анхелес, регион Биобио. Основан е на 15 юни 1933 г. Играе в чилийската втора дивизия. Най-големият успех на тима са трите шампионски титли във втора дивизия.

## История
Депортес Иберия е основан в северозападния квартал на Сантяго Кончали. През 1946 г. става част от професионалната Примера Дивисион. Там играе до 1956 г. (най-предно класиране - четвърто място през 1948 г.), когато става първият отбор в историята, изпаднал във втора дивизия. Това са и единствените сезони на тима в елита. Между 1966 и 1968 г. Депортес Иберия се мести в Пуенто Алто, а след това - в Лос Анхелес. През 1971 г. е близо до промоция в Примера Дивисион, но завършва на второ място.

## Успехи
- Примера Б:
  - Вицешампион (1): 1970
- Сегунда Дивисион:
  - Шампион (3): 2012, 2013 Т, 2013/2014
- Терсера Дивисион:
  - Вицешампион (2): 2006, 2009
- Кампеонато де Апертура:
  - Финалист (1): 1947
- Кампеонато де Апертура де ла Сегунда Дивисион:
  - Носител (1): 1984